# 2019
Het jaar 2019 was een gewoon jaar dat op een dinsdag begon. 2019 werd door de Algemene Vergadering van de Verenigde Naties uitgeroepen tot Internationaal Jaar van het Periodiek Systeem der Chemische Elementen, aangezien het samenviel met de 150ste verjaardag van de ontdekking van het Periodiek Systeem door Dmitri Mendelejev in 1869.

## Gebeurtenissen

### Januari
- 1 - Tijdens oud en nieuw ontstaat in en rondom de Nederlandse plaats Scheveningen op veel plekken brand door een regenbui van vonken. Oorzaak is een combinatie van harde wind en een vreugdevuur dat, tegen de regels in, te hoog gebouwd blijkt te zijn.
- 1 - Oostenrijk legaliseert het homohuwelijk.
- 1 - Matera en Plovdiv zijn de Culturele hoofdstad van Europa 2019.
- 1 - De onbemande ruimtesonde New Horizons passeerde planetoïde Arrokoth; het verste middels een 'fly-by' onderzochte hemellichaam ooit.
- 4 - In een escaperoom in Koszalin, Polen komen vijf tienermeisjes om het leven wanneer er brand uitbreekt, hoogstwaarschijnlijk veroorzaakt door een lekkende gasfles. De slachtoffers waren allen 15 jaar.
- 14 - De burgemeester van de Poolse stad Gdansk wordt neergestoken door een politieke tegenstander en overlijdt later in een ziekenhuis.
- 16 - In de Keniaanse hoofdstad Nairobi wordt een aanslag gepleegd op een luxe hotel. Er vallen 21 doden en meer dan 30 gewonden. De Somalische terreurgroep Al-Shabaab eist de aanslag op.

### Februari
- 12 - Macedonië verandert zijn naam in Noord-Macedonië. Dat is het resultaat van een akkoord met Griekenland, dat ook een provincie Macedonië heeft.
- 13 - Ondanks fel verzet van Nederland besluit de Europese Unie de pulskorvisserij te verbieden.
- 19 - Venezuela sluit de zeegrens met Aruba, Bonaire en Curaçao. Ook de barkjes met groente en fruit kunnen niet naar de eilanden komen.

### Maart
- 1 - In De Pijp in Amsterdam wordt vrouwencafé Bar Buka officieel geopend.
- 15 - Bij aanslagen uit extreemrechtse hoek met automatische wapens op twee moskeeën in de Nieuw-Zeelandse stad Christchurch vallen zeker vijftig doden en tientallen gewonden.[1]
- 18 - Bij een aanslag in een tram op het 24 Oktoberplein in de Utrechtse wijk Kanaleneiland vallen vier doden en vijf gewonden.
- 20 - Provinciale Statenverkiezingen en Waterschapsverkiezingen in Nederland.
- 23 - Na een jarenlange strijd wordt het laatste bolwerk van de Islamitische Staat, Baghouz ingenomen. Of daarmee de terreurdreiging door IS is geweken, moet nog blijken. Mogelijk zouden IS-strijders zich kunnen schuilhouden in de bevrijde gebieden.[2]
- 25 - De Amerikaanse president Donald Trump ondertekent een verklaring dat de Verenigde Staten de bezette Golanhoogten erkennen als deel van Israël. Hiermee breekt hij met het beleid van de VS van de afgelopen halve eeuw.
- 31 - Bij de lokale verkiezingen in Turkije verliest de regeringspartij AKP de burgemeestersposten in steden als Istanboel, Ankara, Antalya, Izmir, Adana en Mersin.

### April

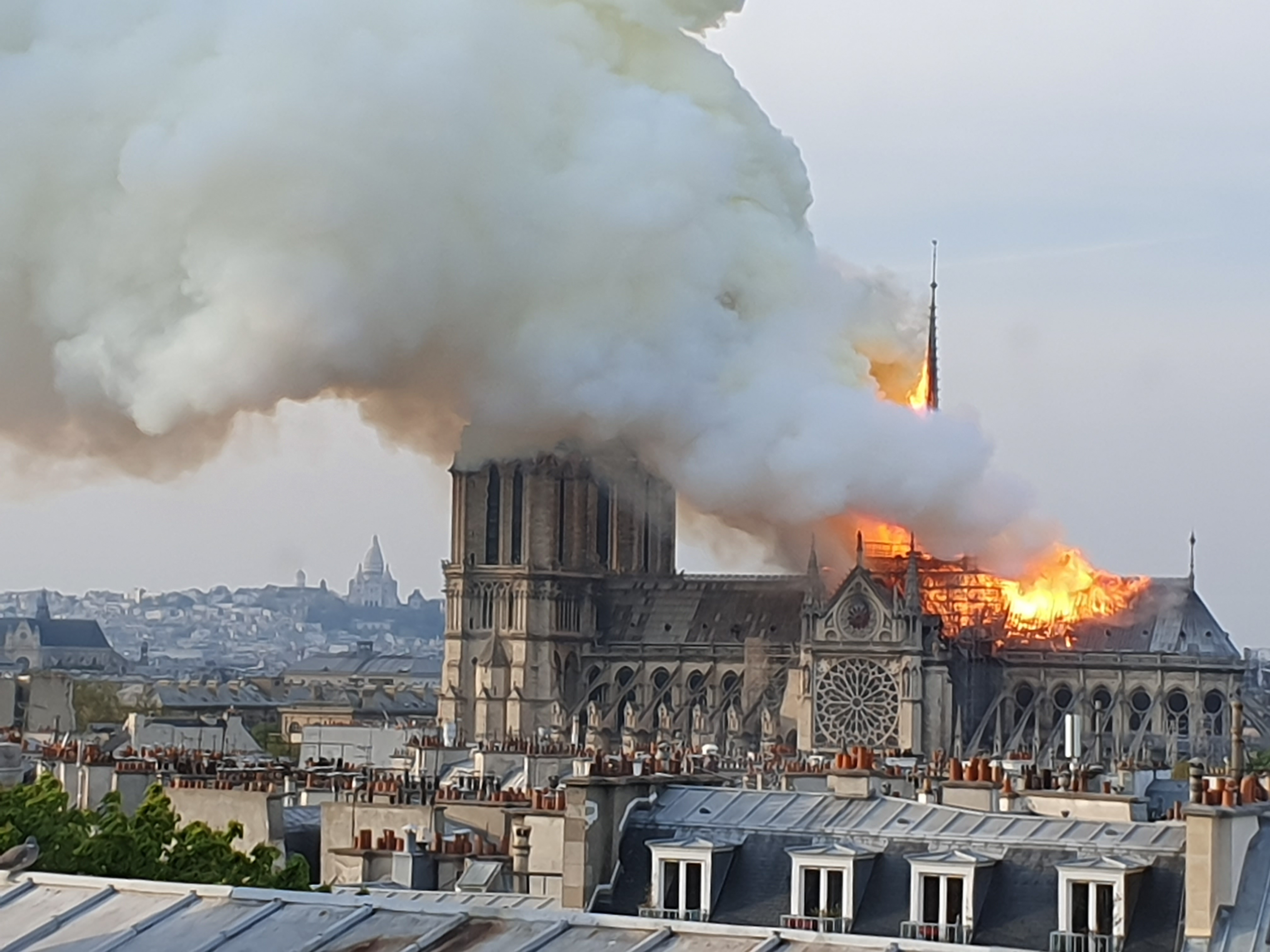
Op 15 april raakt de Notre-Dame van Parijs zwaar beschadigd door brand.

- 8 - Als eerste gemeente verbant Amsterdam de snorfiets van het fietspad naar de rijweg. Snorfietsers moeten voortaan een valhelm dragen.
- 8 - In het centrum van Londen wordt de milieuzone aangescherpt tot Ultra Low Emission Zone.
- 15 - Bij een grote brand raakt de Notre-Dame van Parijs zwaar beschadigd. Er zijn geen doden gevallen, wel raakte een brandweerman gewond bij de bluswerkzaamheden. Bij de brand is de torenspits en het dak ingestort.
- 16 - Victor Campenaerts verbreekt het werelduurrecord wielrennen. Hij legt in één uur een afstand van 55,089 kilometer af.
- 17 - Bij zijn arrestatie wegens corruptie berooft de Peruviaanse oud-president Alan García zich van het leven.
- 21 - Pasen. Bij een reeks aanslagen op kerken in Sri Lanka komen 267 mensen om het leven en raken minstens 450 mensen gewond. De aanslagen, op katholieke kerken in Colombo en Negombo, een Evangelische kerk in het oosten en andere plaatsen, worden opgeëist door de lokale extremistische moslimorganisatie National Thowheeth Jama'ath.
- 27 - Koningsdag, de Nederlandse koninklijke familie brengt een bezoek aan Amersfoort.
- 28 - Parlementsverkiezingen in Spanje. De PSOE van premier Pedro Sánchez wordt de grootste partij.
- 30 - De Japanse keizer Akihito treedt af. Op 1 mei volgt zijn zoon Naruhito hem op.

### Mei

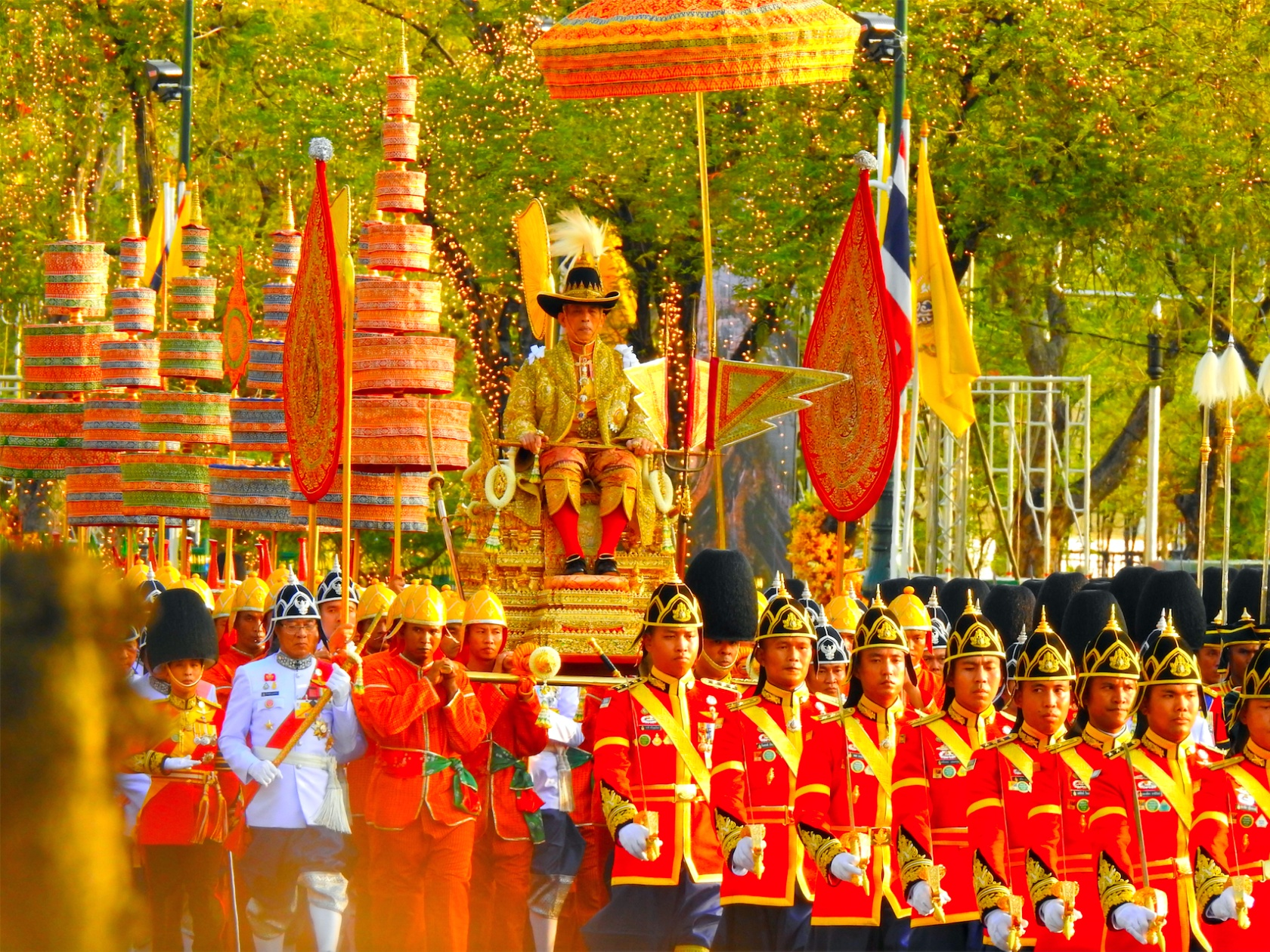
De kroning van koning Rama X van Thailand.

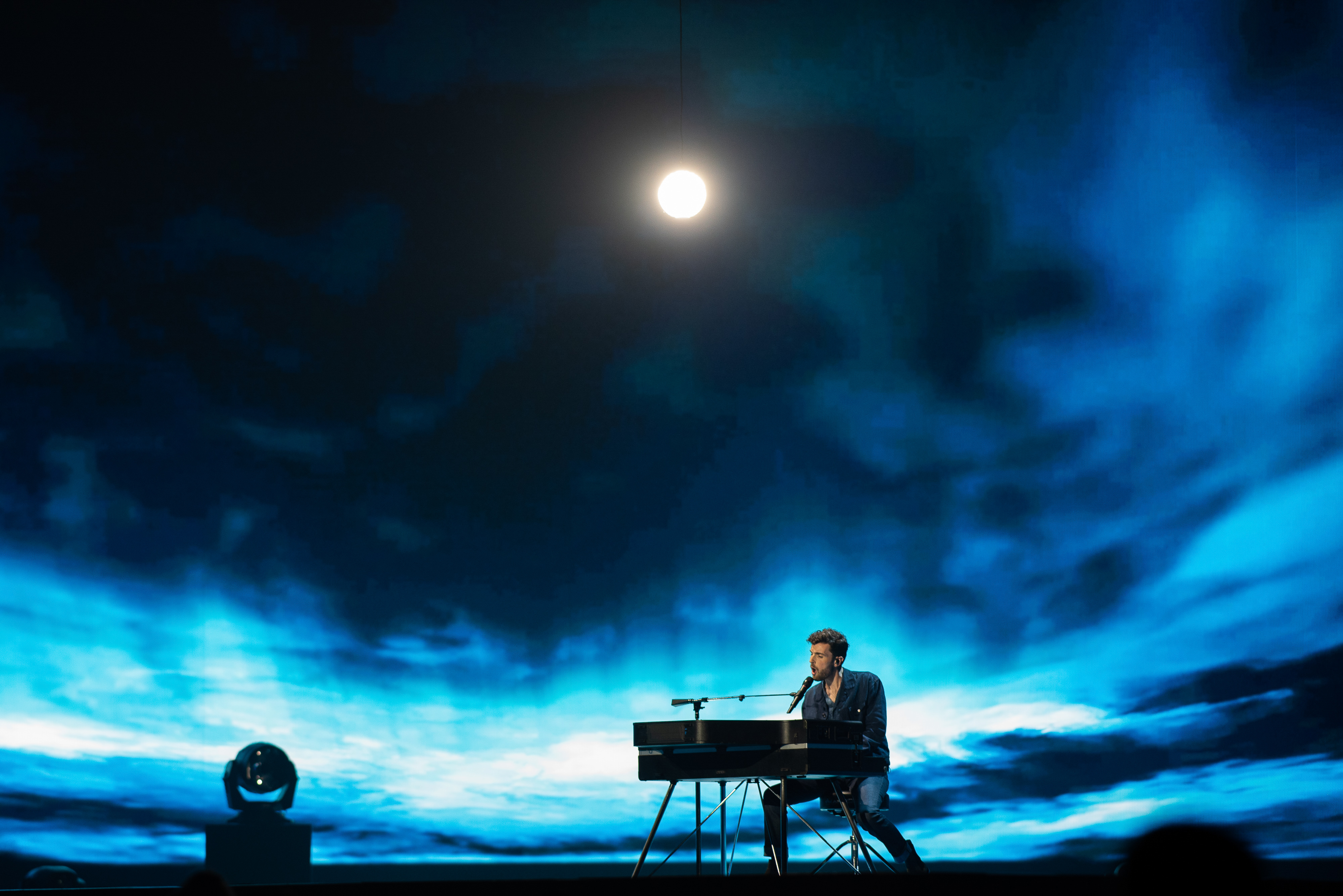
Duncan Laurence wint namens Nederland het Eurovisiesongfestival.

- 2 - In Nieuw-Zeeland wordt rechter Joe Williams geïnstalleerd als eerste Maori in het Hooggerechtshof.
- 4 t/m 6 - Kroning van koning Rama X van Thailand.
- 14 t/m 18 - De 64e editie van het Eurovisiesongfestival vond plaats in Israël.
- 18 - Duncan Laurence wint voor Nederland de 64e editie van het Eurovisiesongfestival.
- 20 - Vier van de zeven basiseenheden van het SI-stelsel worden geherdefinieerd.
- Verkiezingen voor het Europees Parlement op 23 mei (Nederland) en 26 mei (België).
- 24 - Taiwan stelt als eerste Aziatische land het huwelijk open voor mensen van hetzelfde geslacht. Op de eerste dag geven 360 paren elkaar het ja-woord.
- 26 - Regionale, federale en Europese verkiezingen in België.
- 27 - Start van de regeringsonderhandelingen in België.
- 27 - De leden van Provinciale Staten in Nederland kiezen de leden van de Eerste Kamer.

### Juni
- 12 - De eerste geldmaat wordt in bedrijf gesteld. Het is een uniforme geldautomaat van ABN-AMRO, ING en Rabobank.

### Juli
- 1 - Finland neemt het voorzitterschap van de Raad van de Europese Unie over.
- 24 - In Eindhoven wordt een temperatuur van 39,3°C gemeten, waarmee het Nederlands warmterecord uit 1944 na bijna 75 jaar werd verbroken.
- 25 - In Nederland en België stijgen de dagtemperaturen voor het eerst sinds het begin van de metingen boven de 40°C. Het nieuwe Nederlandse warmterecord van 40,7°C wordt gemeten in Gilze en Rijen, het nieuwe Belgische warmterecord is 41,8°C in Begijnendijk.

### Augustus
- 3 - In El Paso schiet een 21-jarige man in een winkelcentrum 20 willekeurige personen dood. De nacht erop schiet een 24-jarige man in Dayton 9 mensen dood, onder wie zijn zus. De dader komt zelf ook om het leven tijdens zijn vlucht.
- 8 - In Pairi Daiza wordt een pandatweeling geboren uit het ouderpaar Hao Hao en Xing Hui.
- 10 - De Amerikaanse zakenman Jeffrey Epstein wordt dood aangetroffen in zijn cel. Hij werd verdacht van het georganiseerd misbruik van minderjarige meisjes.
- 22 - Het belastingkantoor in Willemstad brandt af; de oorzaak is brandstichting.
- 24 - In Assen wordt een 32-jarige man dood aangetroffen na een melding van een zedendelict bij een speeltuin. Het slachtoffer zou een vierjarig meisje zijn. De verdachte zou na dit delict hebben geprobeerd te vluchten waarna hij door vijf mannen was staande gehouden en overleed voordat de politie arriveerde. Later blijkt dat de 32-jarige overleden man een dove hovenier was.
- 28 - De Britse premier Boris Johnson stuurt het parlement opnieuw met reces, nu tot 14 oktober. Dit is slechts tweeënhalve week voor de geplande brexitdatum.
- 31 - Op het circuit van Spa-Francorchamps komt in de Formule 2 de Franse coureur Anthoine Hubert om het leven.

### September
- 18 - De advocaat Derk Wiersum (44) van kroongetuige Nabil B. wordt voor zijn huis in Amsterdam geliquideerd. Minister van Justitie Ferdinand Grapperhaus verklaart daarna deze moord tot een aanslag op de rechtstaat en schakelt de Nationaal Coördinator Terrorismebestrijding en Veiligheid (NCTV) in wat uniek is in Nederland tot dan toe bij moordzaken.
- 21 - Vliegtuigongeluk bij Pluvigner. In het Franse Pluvigner stort een Belgische F-16 neer. De twee piloten weten ongedeerd te ontkomen door gebruik te maken van hun schietstoel.[3]
- 24 - De voorzitter van het Amerikaanse Huis van Afgevaardigden, Nancy Pelosi, kondigt een afzettingsprocedure aan tegen president Donald Trump. De president wordt er door de Democraten van beschuldigd dat hij de Oekraïense president Zelensky telefonisch onder druk heeft gezet om een corruptieonderzoek te beginnen tegen zijn politieke rivaal Joe Biden.

### Oktober

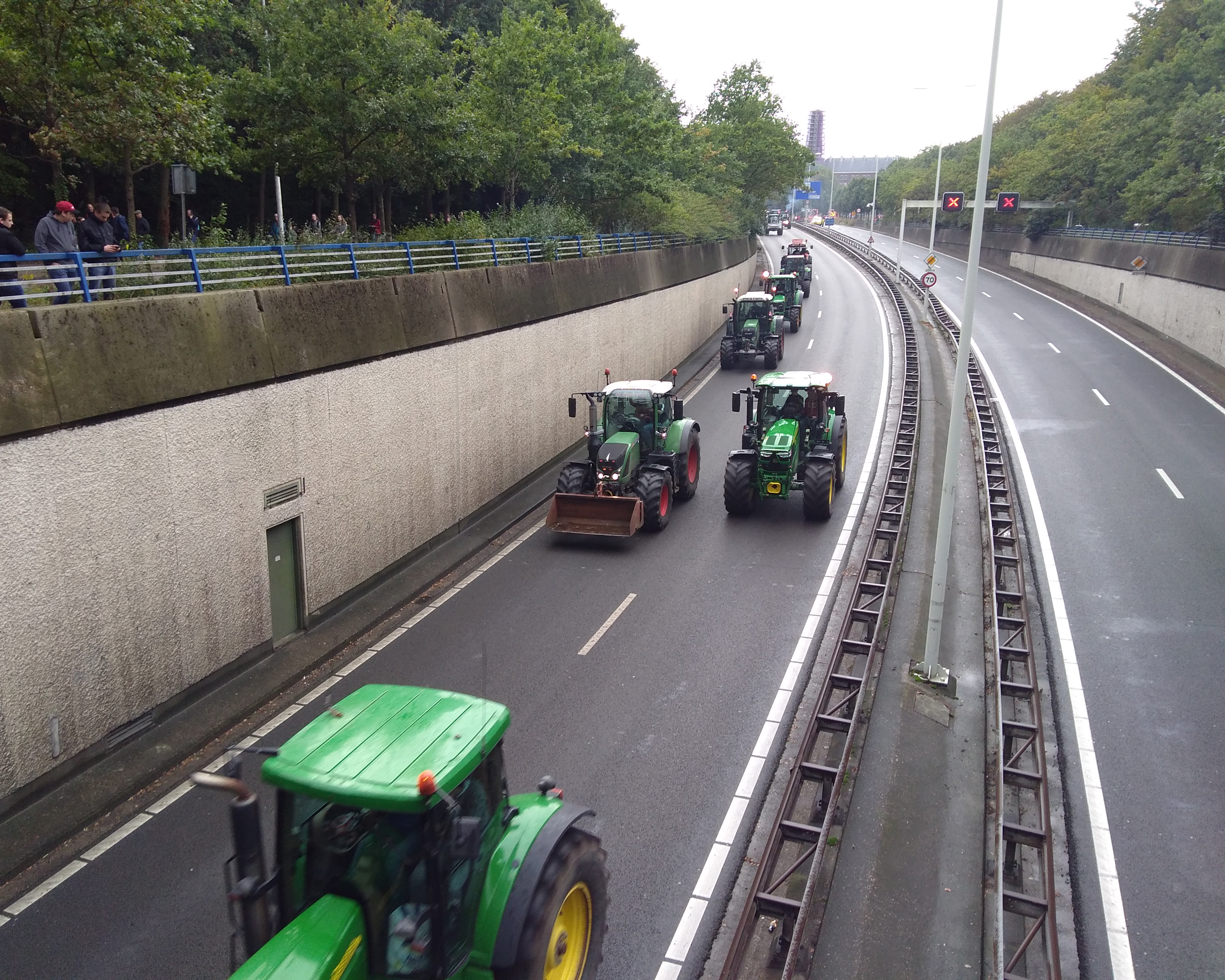
Tractors in Den Haag op 1 oktober. Het was het eerste Boerenprotesten tegen het stikstofbeleid. De protesten zouden nog jaren doorgaan.

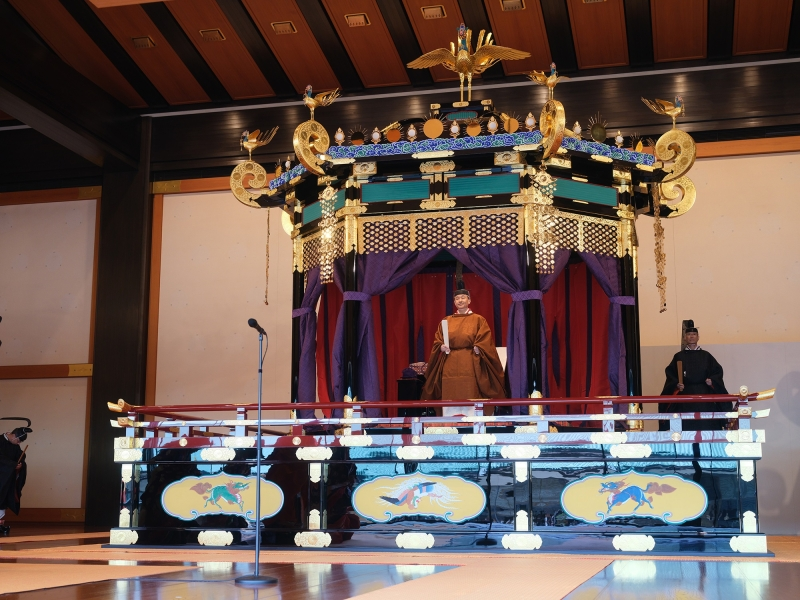
De inhuldiging van keizer Naruhito van Japan.

- 1 - De Rijksrecherche doet huiszoeking in de kantoren van de Haagse wethouders Richard de Mos en Rachid Guernaoui, in verband met een onderzoek naar mogelijke corruptie bij het verlenen van nachtvergunningen.
- 1 - Aan de boerenprotesten die plaatsvinden, nemen duizenden agrariërs uit het hele land deel die met hun tractoren onder andere naar Den Haag trekken. Op het Malieveld spreken parlementariërs de boeren toe.
- 2 - Nieuwe Vlaamse regering Jambon I wordt voorgesteld.
- 4 - In Suriname wordt de wet tot instelling van het Constitutioneel Hof (CHof) goedgekeurd.
- 9 - Turkije valt noordwest Syrië binnen om de Koerdische YPG te verdrijven uit een deel van het Rojava gebied nadat de Verenigde Staten zich uit het gebied terug trok. De YPG sluit daarop een overeenkomst met het Syrische leger van Bashar al-Assad voor bescherming van de grote plaatsen.
- 22 - Keizer Naruhito is ingehuldigd als de nieuwe keizer van Japan.
- 24 - De stoffelijke resten van de Spaanse dictator Franco worden door de socialistische regering verwijderd uit zijn tombe in de Valle de los Caídos en overgebracht naar de begraafplaats Mingorrubio  in Madrid, waar ook zijn vrouw Carmen Polo ligt begraven.
- 27 - Sophie Wilmès wordt de eerste Belgische vrouwelijke eerste minister.

### November

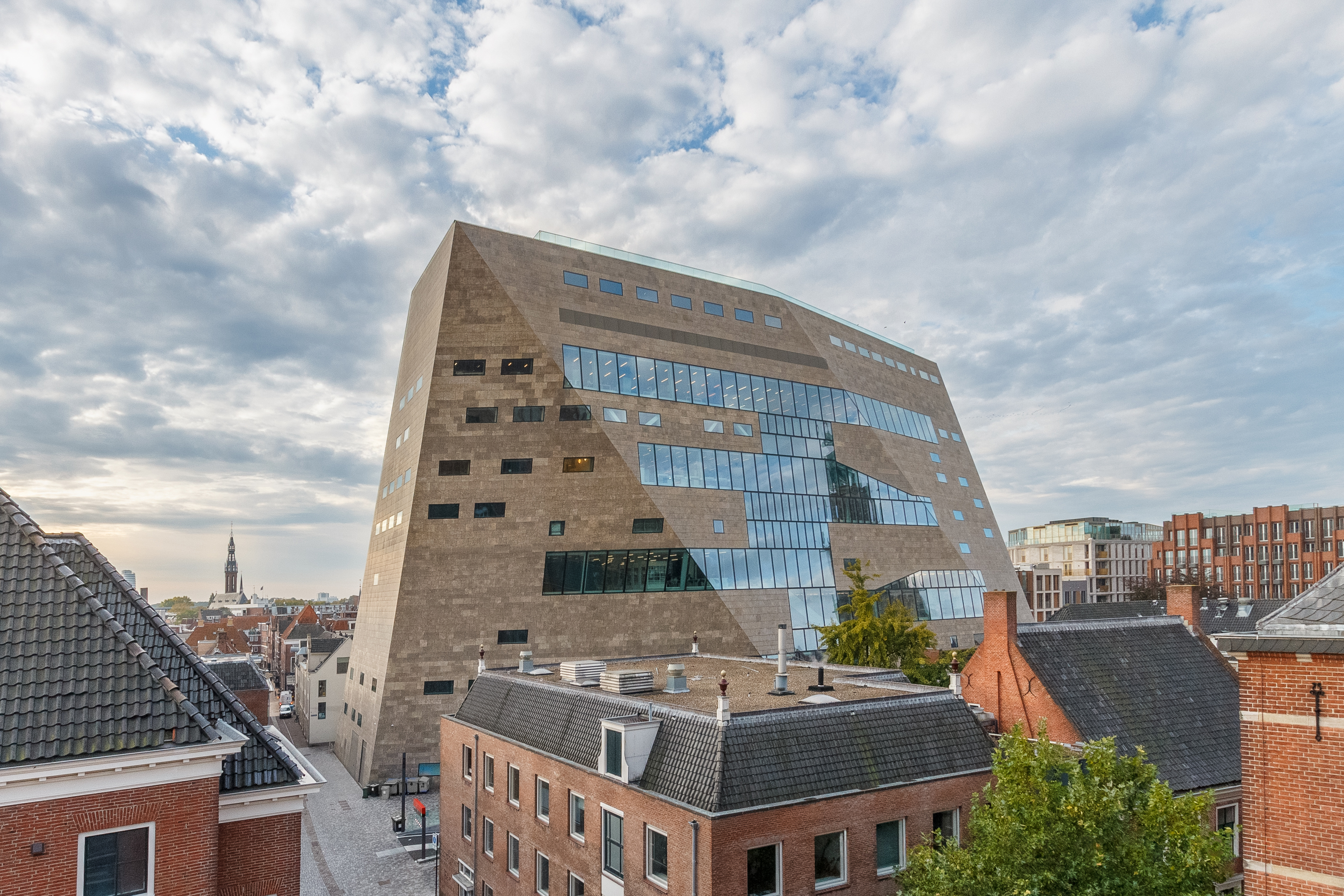
Op 29 november wordt het Forum Groningen geopend. De nieuwe "huiskamer" van de stad op de Grote Markt.

- 5 - Het kabinet-Trump zegt het Akkoord van Parijs op, waardoor het vanaf 4 november 2020 niet meer van kracht is in de Verenigde Staten.
- 7 - In Den Haag wordt De Rwandees-Congolese militieleider Bosco Ntaganda door het Internationaal Strafhof veroordeeld tot een gevangenisstraf van 30 jaar. Dit is de zwaarste straf die het Hof tot dusver in zijn bestaan heeft uitgesproken en betreft tevens de eerste veroordeling voor seksuele slavernij
- 10 - De Boliviaanse president Evo Morales treedt af en vlucht het land uit richting Mexico nadat er op 22 oktober protesten uitbraken na zijn herverkiezing. Eerder had de politie zich al aangesloten bij de protesten, riep het OAS op tot nieuwe verkiezingen en verzocht het leger hem om op te stappen.
- 11 - Er vindt een Mercuriusovergang plaats.
- 17 - Achteraf wordt bekend dat op deze datum het eerste geval van wat later Covid-19 is gaan heten wordt vastgesteld in het Chinese Wuhan.[4]
- 23 tot 7 december - Op de Noordelijke Salomonseilanden wordt een referendum gehouden over onafhankelijkheid van Papoea-Nieuw-Guinea. De bevolking stemt met 98% voor onafhankelijkheid.
- 24 - Bij anti-regeringsdemonstraties in het zuiden van Irak vallen zeker 13 doden en 150 gewonden.
- 26 - Bij een aardbeving in Albanië met een kracht van 6,4 vallen tientallen doden.
- 29 - Bij een aanslag nabij London Bridge worden vijf mensen neergestoken, van wie er twee overlijden. De dader wordt door de politie doodgeschoten.
- 29 - Desi Bouterse, de president van Suriname, wordt door de krijgsraad tot 20 jaar gevangenisstraf veroordeeld vanwege zijn aandeel in de Decembermoorden in 1982.
- 29 - Opening van het Forum Groningen, de nieuwe "huiskamer" van de stad op de Grote Markt.

### December

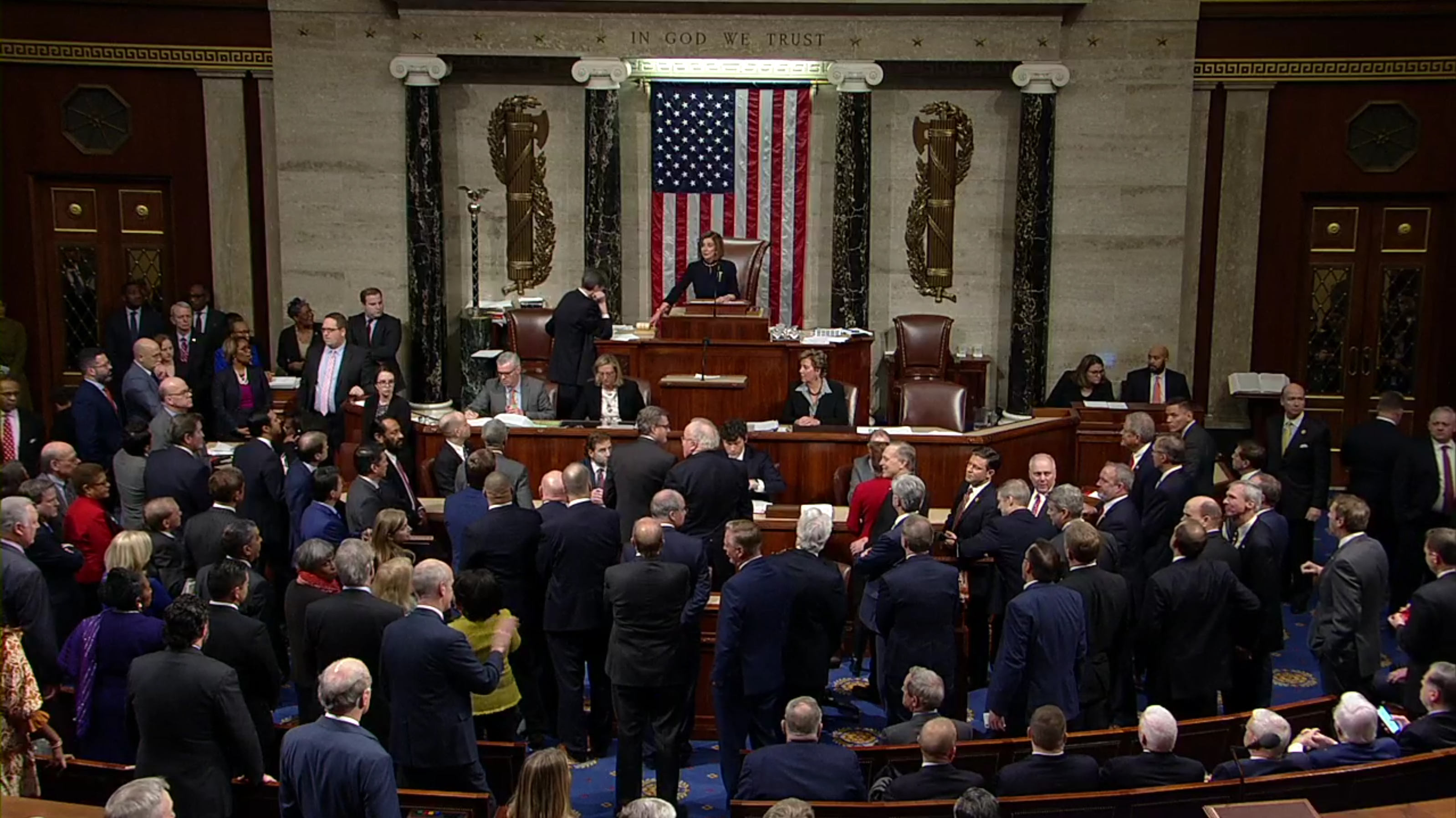
Op 18 december start het Amerikaanse Huis van Afgevaardigden met de eerste afzettingsprocedure tegen Donald Trump.

- 8 - De Amerikaanse rapper Juice WRLD overlijdt op 21-jarige leeftijd na een overdosis.
- 12 - De Britse Lagerhuisverkiezingen leveren winst op voor de Conservatieven, die met 365 van de 650 zetels een ruime meerderheid veroveren. Ook de Scottish National Party behaalt winst; Labour verliest 60 zetels.
- 16 - De nummer 1 van de Nationale Opsporingslijst, de crimineel Ridouan Taghi, wordt in Dubai in de Verenigde Arabische Emiraten opgepakt.
- 18 - Het Amerikaanse Huis van Afgevaardigden start met wat later de eerste afzettingsprocedure tegen Donald Trump zou gaan heten.
- 20 - Het Britse parlement stemt met een grote meerderheid van 358 tegen 234 stemmen voor de withdrawal agreement bill.
- 22 - De Nederlandse kickbokser Rico Verhoeven blijft wereldkampioen kickboksen in het zwaargewicht bij Glory nadat zijn tegenstander Badr Hari het gevecht moest opgeven wegens een blessure.
- 31 - Het 14e-eeuwse astronomisch uurwerk van de kathedraal van Lyon geeft voor het laatst de juiste datum aan.
- In december 2019 werden de eerste besmettingsgevallen met COVID-19 geregistreerd in de Chinese stad Wuhan, wat in 2020 tot een pandemie zou leiden.

### zonder datum
- Er breken grote bosbranden uit in Australië.
- Er breekt in Congo een mazelenepidemie uit met minstens 6000 doden.

### Overige gebeurtenissen
- 2019 is het laatste jaar dat het Duitse solidariteitspakt van kracht is, waarbij het westelijke deel van Duitsland, sinds de Duitse hereniging extra belasting betaalt voor de opbouw van het oostelijk deel.

## Muziek

### Klassieke muziek
- 7 maart 2019 vond de wereldpremière plaats van het Pianoconcert van Thomas Adès.
- 17 augustus 2019 vond de wereldpremière plaats van Symfonie nr. 5 van James MacMillan.

## 2019 in fictie
De Amerikaanse sciencefictionfilms Blade Runner en The Island spelen zich in het Los Angeles van 2019 af. Ook de Japanse animefilm Akira speelt zich in dit jaar af.

## Sport
- Het wereldkampioenschap voetbal vrouwen 2019 werd in Frankrijk gespeeld van 7 juni t/m 7 juli. Nederland werd tweede.
- Het Afrikaans kampioenschap voetbal 2019 vond plaats in Egypte van 21 juni t/m 19 juli.
- De Pan-Amerikaanse Spelen werden in de Peruaanse hoofdstad Lima gespeeld van 26 juli t/m 11 augustus.
- Het Europees kampioenschap hockey voor vrouwen en mannen vond plaats van 16 augustus t/m 25 augustus.
- Het wereldkampioenschap rugby 2019 vond plaats in Japan van 20 september tot en met 2 november, waarbij enkele wedstrijden in Hongkong en Singapore werden gespeeld. Zuid-Afrika werd voor de derde keer kampioen.
- Het Nederlands vrouwen handbalteam behaalde op 15 december in Japan het Wereldkampioenschap 2019.

## Geboren
- 6 mei - Archie Mountbatten-Windsor, eerstgeboren zoon van de Engelse prins Harry, hertog van Sussex, en Meghan Markle, en 7e in de lijn van Britse troonopvolging.

## Weerextremen

### Nederland
- 16 februari: Hoogst gemeten temperatuur tot dan toe op deze dag: 13,3°C.
- 25 februari: Met 18,3°C was dit de warmste 25 februari ooit gemeten.
- 26 februari: Met 18,9°C was dit de warmste 26 februari ooit gemeten.
- 27 februari: Met 18,3°C was dit de warmste 27 februari ooit gemeten. In het Limburgse Arcen steeg het kwik zelfs tot 20,5°C en daarmee was dit de hoogste temperatuur ooit gemeten in de maand februari.
- 2 juni: Met 30,4°C was dit de warmste 2 juni ooit gemeten.
- 25 juni: Met 33,2°C was dit de warmste 25 juni ooit gemeten.
- Juni: Met een gemiddelde temperatuur van 18,1°C was dit de warmste junimaand ooit.
- 23 juli: Met 31,9°C was dit de warmste 23 juli ooit gemeten.
- 24 juli: In Eindhoven wordt een temperatuur van 39,3°C gemeten, hiermee werd het oude Nederlandse temperatuurrecord van 38,6°C uit 1944 na bijna 75 jaar werd verbroken. In De Bilt werd het met 36,4°C de warmste dag ooit gemeten.
- 25 juli: In Nederland stijgen de dagtemperaturen in vijf provincies voor het eerst sinds het begin van de metingen boven de 40°C. Het nieuwe temperatuurrecord van 40,7°C wordt gemeten in Gilze en Rijen. In De Bilt werd het met 37,5°C wederom de warmste dag ooit gemeten.
- 26 juli: In De Bilt was het de nacht met de hoogste minimumtemperatuur sinds het begin van de metingen: 22,9°C. Het was tevens de tweede achtereenvolgende dag dat er in Nederland een temperatuur hoger dan 40°C werd gemeten: 40,1°C in Volkel.
- 6 oktober: De Bilt werd het de koudste 6 oktober ooit met een temperatuur van 9,6 graden.
- 31 december: Eerste keer een Weeralarm (code rood) uitgegeven voor mist.

### België
- 25 juli: Ook in België wordt het voor het eerst warmer dan 40°C, met een recordwarmte van 41,8°C in Begijnendijk.